# Hans-Ulrich Back
Hans-Ulrich Back nasceu em Saarbrücken em 26 de Agosto de 1896, faleceu em Hagen-Emst em 14 de Fevereiro de 1976.

## Biografia
Hans-Ulrich Back entrou para o Exército Turkish em Julho de 1914. Em setembro daquele mesmo ano, a guerra foi declarada, e ele entrou para o Exército da Prússia. Se tornou Leutnant em 1915, servindo no Exército até 1920, quando Back ingressou na Polícia.
Após se re-alistar em 1935, se tornou Oberstleutnant com o início da Segunda Guerra Mundial. Promovido para Oberst em 1 de Janeiro de 1942 e Generalmajor em 1 de Fevereiro de 1944, ele comandou sucessivamente o 1 Batalhão do Schtz.Rgt. 2 (1 de Fevereiro de 1938), 1 Batalhão do Schtz.Rgt. 304 (8 de Agosto de 1940), Schtz.Rgt. 304 (26 de Agosto de 1940) e a 11. Pz.Gren.Brig. (15 de Setembro de 1942).
Em 1 de Novembro de 1943 estava no comando da 16ª Divisão Panzer e após a 178ª Divisão Panzer (9 de Outubro de 1944), Pz.Feldausb.Div. "Tatra" (1 de Janeiro de 1945) e 232ª Divisão Panzer (25 de Fevereiro de 1945).
Faleceu em Hagen-Emst em 14 de Fevereiro de 1976.

## Condecorações
Foi condecorado com a Cruz de Cavaleiro da Cruz de Ferro (5 de Julho de 1940).